# خالد يحيى
خالد يحيى هو لاعب كرة قدم تونسي في مركز الهجوم، ولد في 10 أغسطس 1991 في سوسة في تونس. لعب مع النجم الرياضي الساحلي.

## وصلات خارجية
- خالد يحيى على موقع قاعدة بيانات كرة القدم.إي يو (الإنجليزية)